# Клас Понтус Арнолдсон
Клас Понтус Арнолдсон (на шведски: Klas Pontus Arnoldson) е шведски пацифист, журналист и политик, съосновател през 1883 г. и първи президент на „Swedish Peace and Arbitration Society“. Удостоен, заедно Фредрик Байер, с Нобелова награда за мир за 1908 г.

## Произход и образование (1844 – 1881)
Роден е на 27 октомври 1844 година в Гьотеборг, Швеция, в семейството на музикант. Когато е на 16 години баща му умира и Клас е принуден да напусне училище, за да работи. Постъпва на работа като железничар и 21-годишна възраст успява да стане началник гара.
По това време Арнолдсон се занимава усилено със самообразованието си, изучава философия, история и религия. Вдъхновен от либералната теология на ХІХ век, особено от хуманистичните принципи на унитаризма, Арнолдсон се изправя срещу религиозния догматизъм. Уверен в мисълта, че съзнанието на личността и свободата на възгледите могат да подобрят човешкия живот, през 70-те години на ХІХ век той започва да я пропагандира във вестникарски статии.

## Журналистическа и политическа дейност (1881 – 1905)
Вярата в могъществото на човешкия разум прозира и в подхода на Арнолдсон към международната политика. Потресен от кръвопролитието през 1864 г., когато пруско-австрийските войски завземат датските херцогства Шлезвиг и Холщайн, и Френско-пруската война през 1870 – 1871 г., той достига до извода, че усилията на Бисмарк да обедини Германия не оправдават разрушенията, които носят. Тревогата на Арнолдсон във връзка с растящия милитаризъм на водещите европейски държави го заставя през 1881 г. да остави работата си и да се посвети на журналистиката и борбата за мир. Въпреки че няма диплома, той постига бързо успех като писател. Статиите му в шведските вестници и списания неизменно предизвикват широк интерес.
Към 1889 г. известността на Арнолдсон като публицист и оратор достига такава степен, че той печели място в долната камара на шведския парламент. Всичките си сили Арнолдсон посвещава на борбата за права на личността и за демокрация, стремейки се да осигури по законодателен път религиозна търпимост и да намали милитаризма. След избирането му в парламента, той започва да убеждава колегите си да приемат резолюцията за неутралитет на Швеция (реализацията на това става едва през 1914 г.). Арнолдсон е наясно, че малките нации не могат да си съперничат по мощ с такива държави като Германия и Великобритания. Той призовава скандинавските страни да се обединят на основата на неутралитета, но не постига успех. Арнолдсон е един от основателите на Шведския съюз за мир и арбитраж, създаден през 1883 г.
Изпълнявайки парламентарните си задължения, Арнолдсон не скъсва с публицистиката. През 1883 – 1885 г. той редактира „Тиден“, издание, което разяснява проблемите на мира и прогресивни идеи. Автор е на няколко книги за мира и религията.
Като се убеждава, че ще е по-полезен с публицистиката си, Арнолдсон оттегля кандидатурата си за парламентарните избори през 1887 г. Способността му да изразява абстрактни понятия на прост и достъпен език го прави един от най-популярните оратори в зората на европейското движение за мир. През 1889 – 1890 г. Арнолдсон пътува по Швеция и Норвегия, четейки лекции за международния арбитраж като средство за предотвратяване на въоръжени конфликти. Речите му отекват в норвежкия парламент, който през 1890 г. става първата национална асамблея, дала съгласието си за арбитраж.
От 1815 г. Норвегия е обединена с Швеция в една държава, но през 1895 г. стремежът на Норвегия към самоуправление започва да заплашва съюза. Отначало Швеция отхвърля претенциите на Норвегия. Проучвайки въпроса по време на пътуването си, Арнолдсон го вижда подходящ за изпробване на възможностите на арбитража. Макар че не се стига до арбитражно дело, той прави не малко, за да убеди шведските политици да не пречат на отделянето на Норвегия. През 1905 г. норвежкият парламент гласува за независимост.
На Арнолдсон принадлежи идеята за международен референдум, при който на възрастните граждани от всички страни да се задава въпроса съгласни ли са да подпишат следната декларация: „Ако всички нации унищожат въоръжените си сили и се ограничат с всеобща световна полиция, аз, долуподписаният, желая моят народ да направи същото“. Според него подобен референдум би вдъхновил правителствата за всеобщо разоръжаване и мирно решаване на всички спорове. Пацифизмът, казва Арнолдсон, е необходимо условие за прехода от варварството към цивилизацията.

## Следващи години (1905 – 1916)
През 1908 г. Арнолдсон получава Нобеловата награда за мир. Въпреки че не разполага с много средства, Арнолдсон привежда получените от Нобеловата награда пари на различни пацифистки организации, в които членува. Независимо от Първата световна война той продължава да защитава плана си за референдум и делото на мира.
Умира на 2 февруари 1916 г. в Стокхолм от сърдечен пристъп на 71-годишна възраст.

## Семейство
През 1869 г. Арнолдсон се жени за Ава Валгрен, с която се развежда през 1903 г., обвързвайки живота си с Едит-Виктория Бломскелд.

## Творчество
- Är världsfred möjlig?: En historisk framställning af sträfvandena för lag och rätt mellan folken. Fröléen, Stockholm, 1890.
- Pax Mundi, (предговор на Берта фон Зутнер) 1896.
- Seklernas hopp: En bok om världfreden. Wilhelmsson, Stockholm, 1900.